# Spada dei Nair
La casta guerriera indiana dei Nair utilizzava una forma particolare di spada, con lama monofilare curva, dal dorso convesso e dal taglio concavo. L'elsa aveva guardia polilobata, impugnatura leggermente curva nel senso della lama e pomo massiccio. Secondo le testimonianze, veniva portata snudata, senza fodero. Si ritiene che la spada dei Nair possa, come il kukri del Nepal, essere stata derivata dal kopis degli antichi Greci.

## Storia
Per foggia e modalità di utilizzo, la spada dei Nair del Malabar è certamente una delle più peculiari all'interno del già di per sé particolarissimo panorama dell'oplologia indiana.
La casta guerriera dei nair e la loro caratteristica panoplia vennero all'attenzione degli Occidentali durante le spedizioni lusitane che portarono alla costituzione dell'India portoghese, tra la fine del XV e gli inizi del XVI secolo. Già l'esploratore e storico Gaspar Correia (1496-1563), nel 1514 ebbe modo di vedere un nair armato e di descriverne la spada:
(Gaspar Correia - Lendas da Índia, p. ())

## Costruzione
La spada nair ha:
- Lama in acciaio wootz massiccia e ricurva, tagliente sul lato concavo ed allargantesi in prossimità della punta che è larga ed appuntita, con marcato contro-taglio. In alcuni modelli (rari) la lama corre diritta sino a che non sviluppa in una grossa punta falciforme descrivente una semi-circonferenza;
- Impugnatura curva secondo la linea generale dell'arma, con elsa a coccia polilobata (solitamente quattro lobi) e pomo massiccio, in foggia di doppio disco a "rognone", perpendicolare alla linea dell'arma, o zoomorfo, sempre ornato da anelli e pendagli. L'intero impianto del fornimento è solitamente realizzato in metallo, eccezion fatta per gli esemplari con pomolo zoomorfo realizzato quale vero e proprio manufatto in pietra preziosa (es. giada) inastato all'impugnatura.

I nair portavano la loro spada sempre snudata, a volte servendosene come bastone da passeggio, cosa affatto insolita per le armi del subcontinente indiano, o portandola di traverso sulla schiena, sempre senza fodero, con l'impugnatura che sporgeva dal fianco, assicurata al cinturone, e la lama che saliva tra le scapole.